# Bruno Zuculini
Bruno Zuculini (Belén de Escobar, 2 de abril de 1993) é um futebolista argentino que joga como volante. Atualmente joga pelo Racing.

## Carreira
Bruno Zuculini começou a carreira no Racing Club.

## Títulos
AEK Atenas
- Copa da Grécia: 2015–16

River Plate
- Supercopa Argentina: 2017, 2019
- Copa Argentina: 2018–19
- Copa Libertadores da América: 2018
- Recopa Sul-Americana: 2019
- Campeonato Argentino: 2021, 2023
- Trofeo de Campeones: 2021

Racing
- Copa Sul-Americana: 2024
- Recopa Sul-Americana: 2025